# Семёнов, Сергей Гаврилович
Сергей Гаврилович Семёнов — советский хозяйственный, государственный и политический деятель, Герой Социалистического Труда.

## Биография
Родился в 1891 году в Московской губернии. Член КПСС.
С 1905 года — на хозяйственной, общественной и политической работе. В 1905—1957 гг. — батрак, крестьянин, участник становления Советской власти, организатор коллективного сельскохозяйственного производства в Московской области, директор старейшего в Подмосковье совхоза «Горки-II» Звенигородского района Московской области, участник эвакуации совхоза в Саратовскую область, директор племенного птицеводческого совхоза, директор подсобного хозяйства «Горки-II» Звенигородского района Московской области.
Указом Президиума Верховного Совета СССР от 19 декабря 1953 года присвоено звание Героя Социалистического Труда с вручением ордена Ленина и золотой медали «Серп и Молот».
Делегат XX съезда КПСС.
Умер в Москве после 1957 года.